# Souméras
Souméras là một xã trong tỉnh Charente-Maritime trong vùng Nouvelle-Aquitaine, tây nam nước Pháp. Xã Souméras nằm ở khu vực có độ cao trung bình 50 mét trên mực nước biển.